# Welt-Test
Der Welt-Test ist ein projektives Testverfahren, das auf Charlotte Bühler zurückgeht. Das Kind in der diagnostischen oder therapeutischen Situation erhält eine einfache Anweisung und kann mit Hilfe von bis zu 300 Spielzeugen eine Szene auf dem Boden aufbauen.

## Ursprung
In deutlicher Unabhängigkeit ggü. der Psychoanalyse entwickelte Margaret Lowenfeld im Jahre 1931 ihre sog. Welttechnik. Auch bei diesem Verfahren bauen Kinder mit Spielzeuggegenständen eine Szenerie auf, und zwar in Sandkästen mit trockenem und nassem Sand. Diese Methode modifizierte Bühler ab 1934 und entwickelte ihren Welt-Test.

## Beurteilung des Verfahrens
Der Psychologe Wolfgang Sehringer stellte fest, dass seit 1955 keine Untersuchungen mehr zur Leistungsfähigkeit des Verfahrens erfolgt sind.